# Microrregión Serrana
La microrregión de Serrana es una de las  microrregiones del estado brasileño del Río de Janeiro pertenecientes a la mesorregión Metropolitana del Río de Janeiro. Posee un área de 1.785,063 km² y su población fue estimada en 2006 por el IBGE en 482.512 habitantes y está dividida en tres municipios.
Histórica y turísticamente, la región Serrana Fluminense estuvo compuesta por las  microrregiones de Nueva Friburgo,  de Santa Maria Madalena y  de Cantagalo-Cordeiro.

## Municipios
- Petrópolis
- São José do Vale do Rio Preto
- Teresópolis

- Datos: Q2719651